# Енкелад
Енкелад (грч. Ἐγκέλαδος/) је у грчкој митологији био један од гиганата.

## Митологија
Био је пород Тартара и Геје, према Хигину или Урана и Геје према Аполодору и учествовао је у гигантомахији где га је убио Зевс својом муњом и сахранио на Етни. Према другим ауторима, убила га је Атена из својих кочија и бацила на њега острво Сицилију или га је Силен погодио копљем.

## Други ликови
Један од Египтида, Амимонин супруг, кога је убила прве брачне ноћи.